# Getúlio Abelha
Getúlio Cavalcante Leite Filho (Teresina, 10 de Julho de 1992), conhecido por seu nome artístico Getúlio Abelha, é um cantor, compositor e ator brasileiro. Atualmente reside em São Paulo.

## Carreira

### Juventude e faculdade
Getúlio ganhou notoriedade pela primeira vez em 2011, quando viajou do Piauí até o Rio de Janeiro para ver ao show da cantora Britney Spears pela The Femme Fatale Tour, que o selecionou para que subisse ao palco e acompanhasse a cantora durante sua performance da música "Lace and Leather". Durante a apresentação, Cavalcante tentou beijar a perna de Spears, o que garantiu com que aparecesse em diversos sites de entretenimento no dia seguinte.
No ano seguinte, Cavalcante iniciaria sua graduação em artes cênicas, na Universidade Federal do Ceará, levando-o a se mudar para Fortaleza. Estudou de 2012 a 2015, envolvendo-se com teatro, dança e cinema, protagonizando vários espetáculos e curtas metragens. No último ano da faculdade, integrou o elenco e vocal da esquete teatral musicada Capitão Ecocidadão, do Grupo Bagaceira, pela qual percorreu escolas locais, oferecendo educação ambiental lúdica com foco em crianças e adolescentes entre 6 e 12 anos. Ainda em 2015, atuou também na turnê da peça infantil "Bando de Pássaros Gordos", dirigido por Andréia Pires.

### Início de carreira e viral
Ao longo dos anos seguintes, focou em desenvolver suas habilidades musicais até que, em 2017, lançou suas primeiras músicas, acompanhadas de clipes independentes publicados em seu próprio canal do YouTube, quando já usava o nome artístico, em homenagem a Paulinha Abelha, cantora de forró do Calcinha Preta. Com os singles avulsos "Laricado" e "Tamanco de Fogo", uma fanbase começou a se formar e, já no ano seguinte, Getúlio Abelha passou a ser convidado a participar de festivais de cultura de relevância nacional como o Maloca Dragão, em Fortaleza, e a Semana Internacional de Música, em São Paulo.
Já em 2019, protagonizou um momento viral em um contexto inesperado. Enquanto almoçava na praça de alimentação do North Shopping Fortaleza, notou que a administração do shopping realizava um concurso de karaokê valendo 50 reais. Getúlio decidiu participar e cativou os trabalhadores e transeuntes ao cantar "Hoje à Noite", hit da banda Calcinha Preta. Sua apresentação foi gravada e publicada nas redes sociais do cantor. A postagem original no Facebook já supera 10 milhões de visualizações e dezenas de milhares de comentários elogiando seus falsetes nas partes cantadas por Silvânia Aquino na gravação original. Dias mais tarde, Getúlio Abelha lotaria um show no estacionamento do mesmo shopping.
Em novembro de 2020, foi lançado o álbum 111 Deluxe, de Pabllo Vittar, que incluiu "Amor de Que (Pabllo Vittar & Getúlio Abelha Remix)".

### Marmota
Em 2021, durante a pandemia, lançou "Marmota", seu álbum de estreia, que juntou singles já lançados, agora em novas versões, e inéditas originais. As canções do álbum misturam principalmente forró tradicional e eletrônico, além de ballroom e rap. Ao abordar assuntos como a LGBTQIAfobia e o cenário político brasileiro violento a minorias e o impulsionamento dessas violências pelo fundamentalismo neopentecostal, audiência e críticos passaram a posicionar Getúlio Abelha como um protagonista do forró queer. No entanto, ele próprio declina a alcunha, preferindo que caracterize seu ritmo apenas como forró eletrônico.
| Nº | Título                       | Duração |
| -- | ---------------------------- | ------- |
| 1  | Tapuru                       | 3:56    |
| 2  | Laricado                     | 3:04    |
| 3  | Cavalo Corredor              | 3:47    |
| 4  | Voguebike                    | 3:22    |
| 5  | Sinal Fechado                | 4:24    |
| 6  | Tempestade                   | 3:44    |
| 7  | Cachorro Maldito             | 0:28    |
| 8  | Pigarro                      | 2:34    |
| 9  | Vá Se Lascar (part. Brunoso) | 2:24    |
| 10 | Aquenda                      | 3:15    |
| 11 | Tamanco de Fogo              | 3:28    |
| 12 | Perigo                       | 2:11    |

Em seu ensaio "Marmotacore e o camp cearense", a publicitária e podcaster Lyara Vidal aponta que:
| "Não tem ninguém melhor pra ilustrar a ideia de marmotacore na década de 2020 que o músico e performer Getúlio Abelha, o piauiense mais cearense do Brasil. [...] O universo mungango-futurista do performer pesca elementos do forró eletrônico que todos nós crescemos ouvindo, mistura com TV podre dos anos 90 e 2000, pega uma ou outra coisa que se aproveite da cultura pentecostal (que normalmente não seria muito, mas estamos falando de marmota!), mete uma produção absurda e tá aí." |

### Autópsia
Em cerca de um ano após o lançamento de Marmota, Abelha migrou para São Paulo. A partir da nova ambientação, o artista passou a experimentar com novos ritmos e fusões sonoras. "Ranço", single de 2023, por exemplo, carrega elementos de bolero, que acaba também sendo associado ao brega de cantores como Wando e Lindomar Castilho.
Em janeiro de 2025, o tão antecipado segundo álbum de Getúlio Abelha foi lançado. "Autópsia" é um EP caleidoscópico de 5 faixas que transitam por bolero, emocore, funk, forró e reggaeton.
| Nº | Título                                            | Duração |
| -- | ------------------------------------------------- | ------- |
| 1  | Freak                                             | 2:25    |
| 2  | Toda Semana                                       | 3:28    |
| 3  | Engulo ou Cuspo (part. Katy da Voz e as abusadas) | 2:43    |
| 4  | Armação                                           | 3:03    |
| 5  | Zezo                                              | 2:46    |